# Мукшинка
Мукши́нка (рос. Мукшинка) — річка в Удмуртії, Росія, права притока річки Малий Іж. Протікає територією Якшур-Бодьїнського району.
Річка починається на північ від присілку Рудинський. Протікає спочатку на схід, потім плавно повертає на південний схід. Впадає до Малого Іжа на території великого лісового масиву. Приймає декілька дрібних приток. Береги заліснені, місцями заболочені.
Над річкою розташовані присілки Якшур-Бодьїнського району Мукші та Дмитрієвка.